# Osvajanje Afrike
Osvajanje Afrike (engl. Scramble for Africa) (Trka za Afriku) je proces kolonijalne ekspanzije kojim su u drugoj polovini 19. veka zapadnoevropske sile ustanovile svoju vlast nad gotovo celokupnim afričkim kontinentom. Osvajanje Afrike rezultovalo je okupacijama i aneksijama afričkih teritorija od strane evropskih sila tokom perioda Novog Imperijalizma i to između 1880. i 1914. godine. Berlinska konferencija 1884. godine,. koja je regulisala evropsku kolonizaciju i trgovinu u Africi, obično se naziva polazištem borbe za Afriku. U poslednjoj četvrtini 19. veka među evropskim carstvima postojalo je značajno političko rivalstvo. Podela Afrike izvršena je bez ratova među evropskim narodima. Rezultat zategnutih odnosa između evropskih sila na kraju 19. veka i podela Afrike mogu da se sagledavaju kao pokušaj eliminisanja pretnje većih sukoba na tlu Evrope. U zadnjim decenijama 19. veka došlo je do tranzicije od „neformalnog imperijalizma“ kontrole vojnom moći i ekonomskom dominacijom do direktne vladavine, čime se ušlo u eru kolonijalnog imperijalizma.

## Počeci
Iako su evropske sile, počevši s Portugalom, utemeljile svoja prva uporišta na obalama Afrike još u 15. veku, ekspanzija u unutrašnjost bila je ograničena zbog celog niza klimatskih, političkih i vojnih razloga. Kolonizatori, za razliku od afričkih domorodaca, nisu razvili imunitet na razne tropske bolesti, odnosno nisu raspolagali dovoljnim snagama za suzbijanje svakog iole jačeg otpora domorodačkih plemena i država. Umesto toga kontrola nad afričkim obalama vršena je posredno, uz pomoć obalnih tvrđava i mornaricom, odnosno saradnjom s prijateljski raspoloženim plemenima i državama kojima su oružje i druga zapadna roba davali prednost u odnosu na suparnike. Unutrašnjost kontinenta ostala je neistražena.

## Industrijska revolucija
Tek je industrijska revolucija, a s njom razvitak modernog oružja i medicine omogućio prvo zapadnim istraživačima, potom misionarima, a na kraju i vojskama prodor u unutrašnjost afričkog kontinenta. Otkriće prostranih teritorija, velikih prirodnih bogatstava i stanovništva koje je bilo relativno lako pokoriti dalo je veliki podsticaj ekspanziji, osobito državama koje su u statusu zaostajale za Britanskim kraljevstvom i koje je mamila mogućnost stvaranja velikog tržišta za proizvode domaće industrije. Taj je proces još u prvoj polovini 19. veka započela Francuska osvajanjem Alžira, iz čega se nastavilo širenje prema jugu kontinenta.

## Uključivanje Nemačke, Italije i Belgije
U drugoj polovini 19. veka agresivno su širenje započele novoujedinjene države Nemačka, Italija i Belgija. To je s vremenom nateralo Britance, zabrinute za svoja dotadašnja uporišta u južnoj Africi i moguće ugrožavanje strateških pomorskih putova prema Indiji, da takođe započnu s ubrzanom ekspanzijom, što je godine 1898. dovelo do spora s Francuskom koji je umalo izazvao rat. Strah da bi burske republike mogle potpasti pod nemački uticaj doveo je do burskog rata čime je formalno završeno osvajanje Afrike.
Time se celokupna afrička teritorija našla pod kontrolom zapadnih država, uz izuzetak Etiopije, koja će svoju nezavisnost izgubiti tek nakon abesinijskog rata 1935-36. godine, i Liberije.

## Posledice
Nezadovoljstvo Nemačke, a manjim delom i Italije, rezultatima osvajanja Afrike bilo je jednim od glavnih uzroka Prvog, a kasnije i Drugog svetskog rata.

## Literatura
- Hochschild, Adam (2006) [1998]. King Leopold's Ghost: A Story of Greed, Terror, and Heroism in Colonial Africa. London: Pan Books. ISBN 978-0-330-44198-8.
- Aldrich, Robert (1996). Greater France: A History of French Overseas Expansion.
- Atkinson, David. "Constructing Italian Africa: Geography and Geopolitics." Italian colonialism (2005): 15–26.
- Axelson, Eric (1967). Portugal and the Scramble for Africa: 1875–1891. Johannesburg, Witwatersrand UP.
- Betts, Raymond F., ed. The scramble for Africa: causes and dimensions of empire.[мртва веза]. (Heath, 1972), short excerpts from historians.
- Boddy-Evans, Alistair. "What Caused the Scramble for Africa?" African History (2012). online
- Brantlinger, Patrick. "Victorians and Africans: The genealogy of the myth of the dark continent." Critical Inquiry (1985): 166–203. online
- Brooke-Smith, Robin (1987). Documents And Debate: The Scramble For Africa. Macmillan Education.
- Chamberlain, Muriel Evelyn. The scramble for Africa (4th изд.). ISBN 1408220148. (Routledge, 2014)
- Curtin, Philip D (1998). Disease and empire: The health of European Troops in the Conquest of Africa. Cambridge University Press.
- Darwin, John (1997). „Imperialism and the Victorians: The dynamics of territorial expansion.”. English Historical Review. 112 (447): 614—42..
- Finaldi, Giuseppe. Italian National Identity in the Scramble for Africa: Italy's African Wars in the Era of Nation-building, 1870–1900 (Peter Lang, 2009)
- Förster, Stig, Wolfgang Justin Mommsen, and Ronald Edward Robinson, eds. Bismarck, Europe and Africa: The Berlin Africa conference 1884–1885 and the onset of partition (Oxford UP, 1988) online
- Gifford, Prosser and William Roger Louis (1971). France and Britain in Africa: Imperial Rivalry and Colonial Rule.
- Gifford, Prosser and William Roger Louis (1967). Britain and Germany in Africa: Imperial rivalry and colonial rule..
- Gjersø, Jonas Fossli (2015). „The Scramble for East Africa: British Motives Reconsidered, 1884–95”. Journal of Imperial and Commonwealth History. 43 (5): 831—60. S2CID 143514840. doi:10.1080/03086534.2015.1026131 .
- Hammond, Richard James (1966). Portugal and Africa, 1815–1910: a study in uneconomic imperialism. Stanford University Press. pp. 593–40.
- Klein, Martin A (1998). Slavery and colonial rule in French West Africa. Cambridge University Press.
- Lewis, David Levering (1988). The race to Fashoda : European colonialism and African resistance in the scramble for Africa.
- Lovejoy, Paul E (2011). Transformations in slavery: a history of slavery in Africa. Cambridge University Press.
- Lloyd, Trevor Owen (2001). Empire: the history of the British Empire..
- Mackenzie J.M. The Partition of Africa, 1880–1900, and European Imperialism in the Nineteenth Century.[мртва веза]. (London 1983)
- Middleton, Lamar (1936). The Rape Of Africa. London.
- Oliver, Roland, (1959). Sir Harry Johnston and the Scramble for Africa.
- Pakenham, Thomas (1992). The Scramble for Africa. London: Abacus. ISBN 978-0-349-10449-2. online
- Penrose E.F., ed. European Imperialism and the Partition of Africa.. (London 1975).
- Perraudin, Michael, and Jürgen Zimmerer, eds (2010). German colonialism and national identity. London: Taylor & Francis..
- Porter, Andrew,  ed (1999). The Oxford history of the British Empire: The nineteenth century. Vol. 3. стр. 624—650. online.
- Robinson Ronald, and John Gallagher. "The partition of Africa", in The New Cambridge Modern History vol XI, pp. 593–640 (Cambridge, 1962).
- Robinson, Ronald, and John Gallagher (1961). Africa and the Victorians: The official mind of imperialism. Macmillan.. online
- Rotberg, Robert I (1988). The Founder: Cecil Rhodes and the Pursuit of Power. ISBN 0195066685. ;
- Sarr, Felwine and Savoy, Bénédicte, The Restitution of African Cultural Heritage, Toward a New Relational Ethics (2018) http://restitutionreport2018.com/sarr_savoy_en.pdf Архивирано на веб-сајту  (26. март 2021)
- Sanderson G.N., (1974). „The European partition of Africa: Coincidence or conjuncture?”. Journal of Imperial and Commonwealth History. 3 (1): 1—54..
- Stoecker, Helmut (1986). German imperialism in Africa: From the beginnings until the Second World War. Hurst & Co.
- Thomas, Antony (1997). Rhodes: The Race for Africa. ISBN 0312169825.
- Thompson, Virginia, and Richard Adloff (1958). French West Africa. Stanford UP.
- Vandervort, Bruce (2009). Wars of Imperial Conquest in Africa, 1830―1914. Indiana UP..
- Wesseling, H.L. and Arnold J. Pomerans. Divide and rule: The partition of Africa, 1880–1914 (Praeger, 1996)
- Bensoussan, David (2012). Il était une fois le Maroc - Témoignages du passé judéo-marocain (2nd изд.). iUniverse. ISBN 978-1-4759-2609-5.
- Boardman, John (1973) [1964]. The Greeks Overseas. Harmondsworth: Penguin.
- Brown, Stephanie Terreni (2014-01-02). „Planning Kampala: histories of sanitary intervention and in/formal spaces”. Critical African Studies. 6 (1): 71—90. ISSN 2168-1392. doi:10.1080/21681392.2014.871841.
- Clay, Dean (2016). „Transatlantic Dimensions of the Congo Reform Movement, 1904–1908”. English Studies in Africa. 59 (1): 18—28.
- Clayton, Daniel (2003). „Chapter 18: Critical Imperial and Colonial Geographies”.  Ур.: Anderson, Kay; Domosh, Mona; Pile, Steve; Thrift, Nigel. Handbook of Cultural Geography. Sage London. стр. 354–368.
- Copans, Jean (1998). „Review of Citizen and Subject”. Transformation. 36: 102—105.
- Ferguson, Niall (2003). Empire: How Britain Made the Modern World. London: Allen Lane. ISBN 978-0-7139-9615-9.
- Harden, Donald (1971) [1962]. The Phoenicians. Harmondsworth: Penguin.
- Khapoya, Vincent B. (1998) [1994]. The African Experience (2nd изд.). Upper Saddle River, NJ: Prentice Hall. ISBN 978-0137458523.
- Lovejoy, Paul E. (2012). Transformations of Slavery: a History of Slavery in Africa (3rd изд.). London: Cambridge University Press. ISBN 9780521176187.
- Mamdani, Mahmood (1996). Citizen and subject : contemporary Africa and the legacy of late colonialism. Kampala: Fountain Publishers. ISBN 9780852553992. OCLC 35445018.
- Mbembe, Achille (1992). „Provisional Notes on the Postcolony”. Africa: Journal of the International African Institute. 62: 3—37. JSTOR 1160062. doi:10.2307/1160062.
- Rodney, Walter (1972). How Europe Underdeveloped Africa. London: Bogle-L'Ouverture. ISBN 978-0-9501546-4-0.
- Scullard, H. H. (1976) [1959]. From the Gracchi to Nero. London: Methuen and Co.
- Shepperson, George (1985). „The Centennial of the West African Conference of Berlin, 1884-1885”. Phylon. 4 (1): 37—48. JSTOR 274944.
- Shillington, Kevin (1995) [1989]. History of Africa (2nd изд.). New York: St. Martin's Press. ISBN 9780312125981.
- Terretta, Meredith (2002). „Review Work: On the Postcolony by Achille Mbembe”. Canadian Journal of African Studies. 36 (1): 161—163.
- Crowther, Michael (1978) [1962]. The Story of Nigeria. London: Faber and Faber.
- Davidson, Basil (1966) [1964]. The African Past. Harmondsworth: Penguin Books.
- Gann, Lewis H (1969). Colonialism in Africa, 1870-1960.
- Harris, Norman Dwight (1914). Intervention and Colonization in Africa. Houghton Mifflin.
- Hoskins, H.L. European imperialism in Africa.[мртва веза]. (1967)
- Michalopoulos, Stelios; Papaioannou, Elias (2020). „Historical Legacies and African Development” (PDF). Journal of Economic Literature. 58: 53—128. doi:10.1257/jel.20181447.
- Miers, Suzanne; Klein, Martin A. (1998). Slavery and Colonial Rule in Africa (Slave and Post-Slave Societies and Cultures). Routledge. ISBN 9780714644363.
- Nabudere, D. Wadada. Imperialism in East Africa.[мртва веза]. (2 vol 1981)
- Olson, James S., ed (1996). Historical Dictionary of the British Empire.
- Olson, James S., ed (1991). Historical Dictionary of European Imperialism.
- Pakenham, Thomas. (1992). The Scramble for Africa: the White Man's Conquest of the Dark Continent from 1876 to 1912 (13th изд.). London: Abacus. ISBN 978-0-349-10449-2.
- Phillips, Anne (1989). The enigma of colonialism : British policy in West Africa.

## Spoljašnje veze
- Osborn, Andrew (13. 7. 2002). „Belgium exhumes its colonial demons”. The Guardian.
- Gülstorff, Torben (2016). Trade follows Hallstein? Deutsche Aktivitäten im zentralafrikanischen Raum des Second Scramble. (Теза). Berlin. doi:10.18452/17628.
- Fischer, Hilke (25. 2. 2015). „130 years ago: carving up Africa in Berlin”. Deutsche Welle. Приступљено 6. 6. 2021.